# Pat Morita
Noriyuki „Pat” Morita (ur. 28 czerwca 1932 w Isleton, zm. 24 listopada 2005 w Las Vegas) – japońsko-amerykański aktor filmowy i telewizyjny, nominowany do Oscara za rolę drugoplanową dobrodusznego nauczyciela karate Miyagi w filmie Karate Kid (1984).

## Życiorys
Urodził się w Isleton w Kalifornii. Jego ojciec pracował jako zbieracz owoców. Kilkanaście pierwszych lat życia Pat Morita spędził głównie w szpitalu w Las Vegas, z diagnozą gruźlicy ośrodkowego układu nerwowego. Do operacji, którą przeszedł w wieku 11 lat, nie chodził. Jako Amerykanin japońskiego pochodzenia był wraz z rodziną internowany w obozie w Arizonie w czasie II wojny światowej. W obozie zetknął się z katolickim księdzem, od którego zapożyczył swoje późniejsze imię aktorskie „Pat”.
Po wojnie rodzina Mority prowadziła restaurację w Sacramento w Kalifornii. Morita jako nastolatek występował z programami artystycznymi przed klientami w restauracji, pełnił również rolę wodzireja przy specjalnych okazjach obchodzonych w rodzinnym lokalu. Ukończył Armijo High School w Fairfield, potem pracował w przedsiębiorstwie Aerojet General, produkującym m.in. rakiety balistyczne.
Zdecydował się jednak porzucić tę pracę i próbował swoich sił jako artysta komediowy stand-up w nocnych klubach. Był członkiem improwizującej grupy The Groundlings z Los Angeles. W 1967 zadebiutował w filmie Na wskroś nowoczesna Millie (Thoroughy Modern Millie).
W latach 70. znany był głównie z ról telewizyjnych, m.in. koreańskiego kapitana Sama Paka w serialu komediowym M*A*S*H (1973–1974) i restauratora Matsuo „Arnolda” Takahashiego w sitcomie Happy Days (1975–1976). Po sukcesie jaki odniósł w Happy Days próbował sił w sitcomie własnego pomysłu Mr. T and Tina w telewizji ABC, ale serial ten został zdjęty z anteny już po miesiącu. W późniejszym czasie ponownie występował w Happy Days.
Największą sławę przyniosła mu rola mistrza karate Kesuke Miyagiego w filmie Karate Kid (1984), u boku Ralpha Macchio. Został za swoją kreację nominowany do Oscara (dla najlepszego aktora drugoplanowego) oraz do Złotych Globów. Wystąpił również w roli Miyagiego w trzech filmach kontynuujących serię Karate Kid (1986, 1989, 1994). W rzeczywistości Morita nie miał nic wspólnego ze sztukami walki ze względu na swoją chorobę z czasów dzieciństwa, a w filmach z serii Karate Kid korzystał z dublera Fumio Demury, który wcześniej był brany pod uwagę do roli Miyagiego, lecz nie zgodził się, twierdząc, że nie ma talentu aktorskiego. 
W 2025 pośmiertnie powrócił w roli mistrza Kesuke Miyagiego przez wykorzystanie sztucznej inteligencji w serialu Cobra Kai.
W późniejszych latach grał m.in. w serialu detektywistycznym Ohara (1987–1988), pojawiał się również w odcinkach Słonecznego patrolu. Udzielił też głosu w filmie animowanym Mulan (1998).

## Życie prywatne
Był czterokrotnie żonaty; trzy pierwsze małżeństwa, z których miał łącznie pięcioro dzieci, kończyły się rozwodami, czwartą żoną była (od 1993) aktorka Evelyn Guerrero.
Zmarł 24 listopada 2005 w Las Vegas w wieku 73 lat z powodu niewydolności nerek.